# Villandraut
Villandraut è un comune francese di 974 abitanti situato nel dipartimento della Gironda nella regione della Nuova Aquitania. È la città natale di Papa Clemente V.

## Società

### Evoluzione demografica
Abitanti censiti